# Legnickie Pole

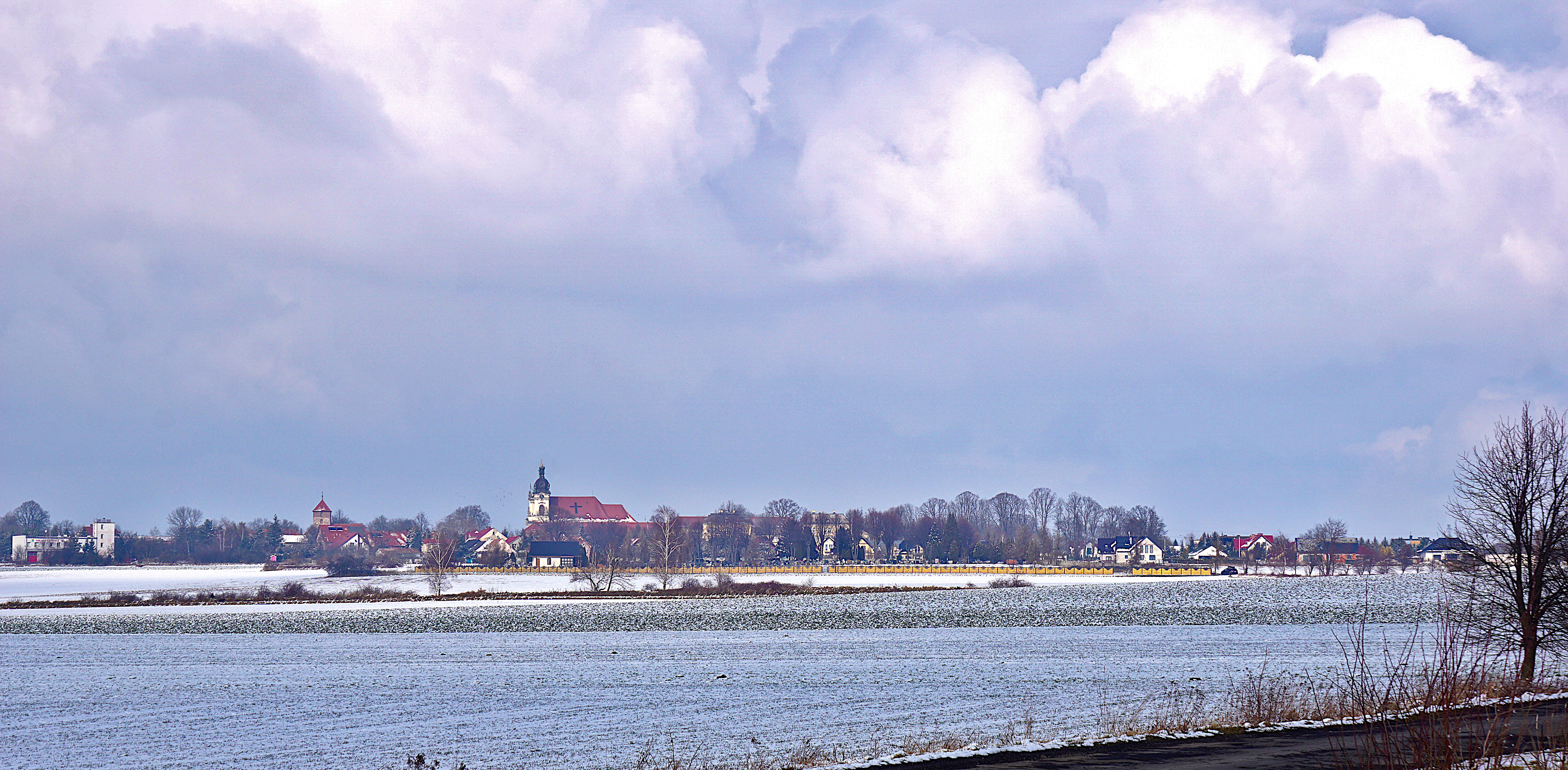
Wahlstatt vom Süden aus

Legnickie Pole [lɛgˈɲiʦcɛ ˈpɔlɛ] (deutsch Wahlstatt, polnisch 1945–1948 Dobre Pole) ist ein Ort und zugleich Sitz der Landgemeinde Legnickie Pole im Powiat Legnicki der Woiwodschaft Niederschlesien in Polen. Es liegt etwa zehn Kilometer südöstlich von Legnica (Liegnitz).

## Geschichte

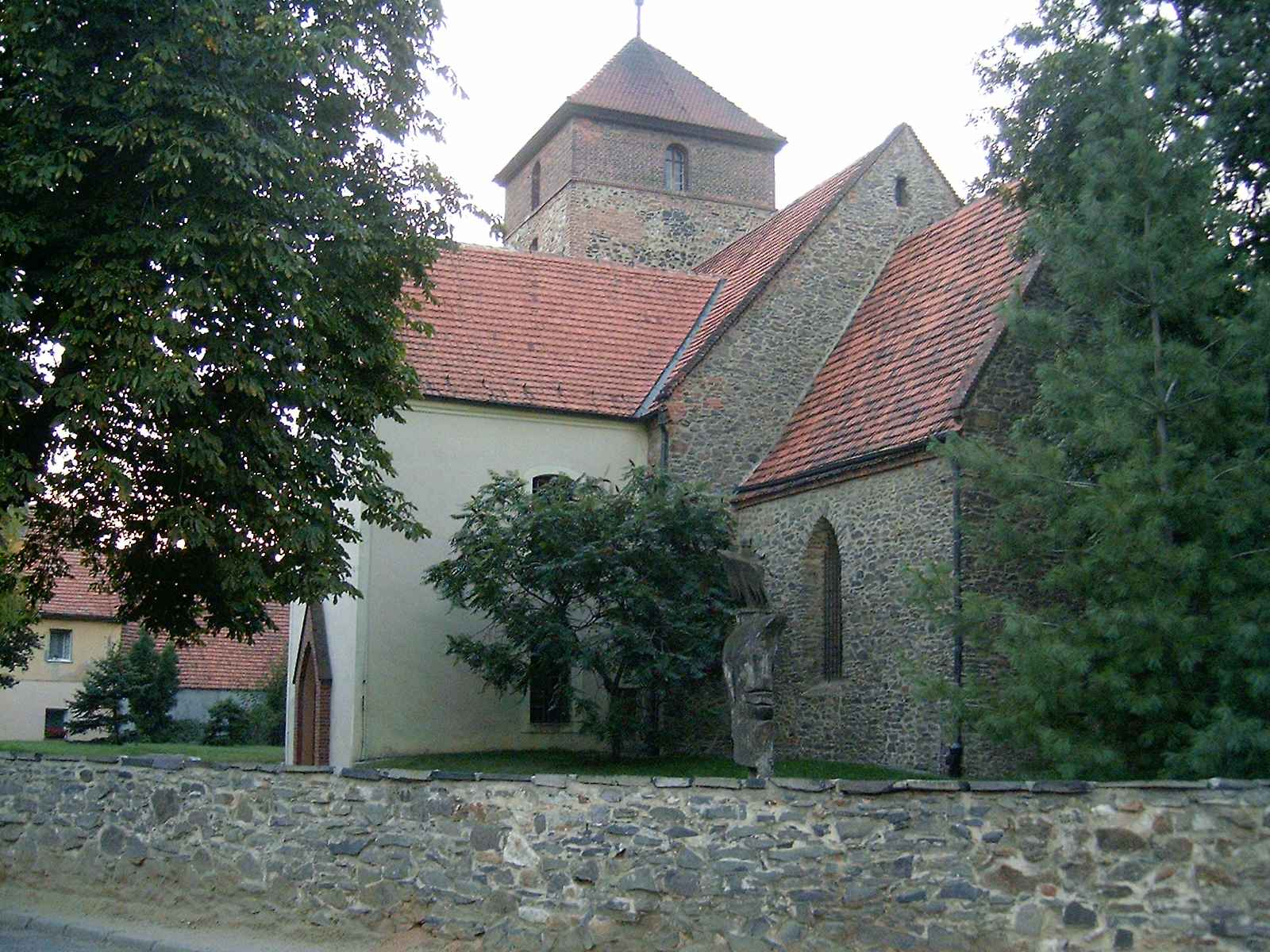
Museum der Schlacht von Wahlstatt in der mittelalterlichen Dorfkirche

Die Namensgebung des Ortes bezieht sich darauf, dass die Gemarkung Schauplatz (Walstatt) der verheerenden Schlacht bei Liegnitz im Jahre 1241 war, bei der ein polnisch-deutsches Ritterheer von Mongolen der Goldenen Horde vernichtend geschlagen wurde und Herzog Heinrich II. (genannt Heinrich der Fromme) den Tod fand. Auf der Walstatt ließen die Herzoginnen Hedwig und deren Schwiegertochter Anna von Böhmen eine Propstei errichten, die sie an die Benediktiner aus dem Kloster Opatowitz bei Königgrätz übergaben. An der Stelle, an der der kopflose Leichnam Heinrichs II. gefunden worden war, wurde eine gotische Propsteikirche errichtet, die seit der Reformation bis 1945 als evangelische Kirche diente. Die Erinnerung an die Schlacht und deren Opfer wurde noch in der Zeit der Reformation mit dem jährlich begangenen Kriegssonntag wachgehalten.
Nachdem sich für den letzten der Opatowitzer Äbte, die nach der Vertreibung durch die Hussiten ihren Sitz nach Neumarkt in Schlesien verlegt hatten, kein Nachfolger mehr gefunden hatte, zog Herzog Friedrich II. infolge der Reformation 1535 in die Wahlstätter Propstei ein. Neuer Besitzer wurde Hans von Leyningen, dem nach 1592 das Adelsgeschlecht Braun folgte.
Mit Unterstützung des böhmischen Landesherrn Kaiser Leopold I. erwarb am 13. Mai 1703 der Braunauer Abt Othmar Daniel Zinke von den überschuldeten Herren von Braun die Ländereien der in der Reformation aufgehobenen Propstei Wahlstatt für die Kongregation der Benediktiner zurück.
Der Aufbau der neuen Propstei verzögerte sich, da die ehemalige Klosterkirche wegen des Altranstädter Vertrages von 1707 an die Protestanten zurückgegeben werden musste. Weitere Schwierigkeiten bereitete der Breslauer Fürstbischof Franz Ludwig von Pfalz-Neuburg, der befürchtete, der Abt werde die Pfarrei aus dem Breslauer Diözesanverband lösen und der Braunauer Abtei einverleiben. Erst 1719 erteilte er dem von Abt Zinke eingesetzten Administrator Pater Johannes Kuschel die Seelsorgeerlaubnis für die provisorische Kapelle in Wahlstatt.
Nachdem Abt Zinke zur Dotation der Propstei weitere Güter in Niederschlesien erworben hatte, wurde am 15. Juni 1719 mit dem Klosterbau begonnen, obwohl die Bewilligung des Diözesanbischofs zur Errichtung der Propstei noch nicht vorlag. Schließlich wurde sie am 27. Juni 1723 erteilt, nachdem Abt Zinke dem Bischof mit Beschwerden bei Kaiser und Papst gedroht hatte.

## Bau der barocken Klosterkirche

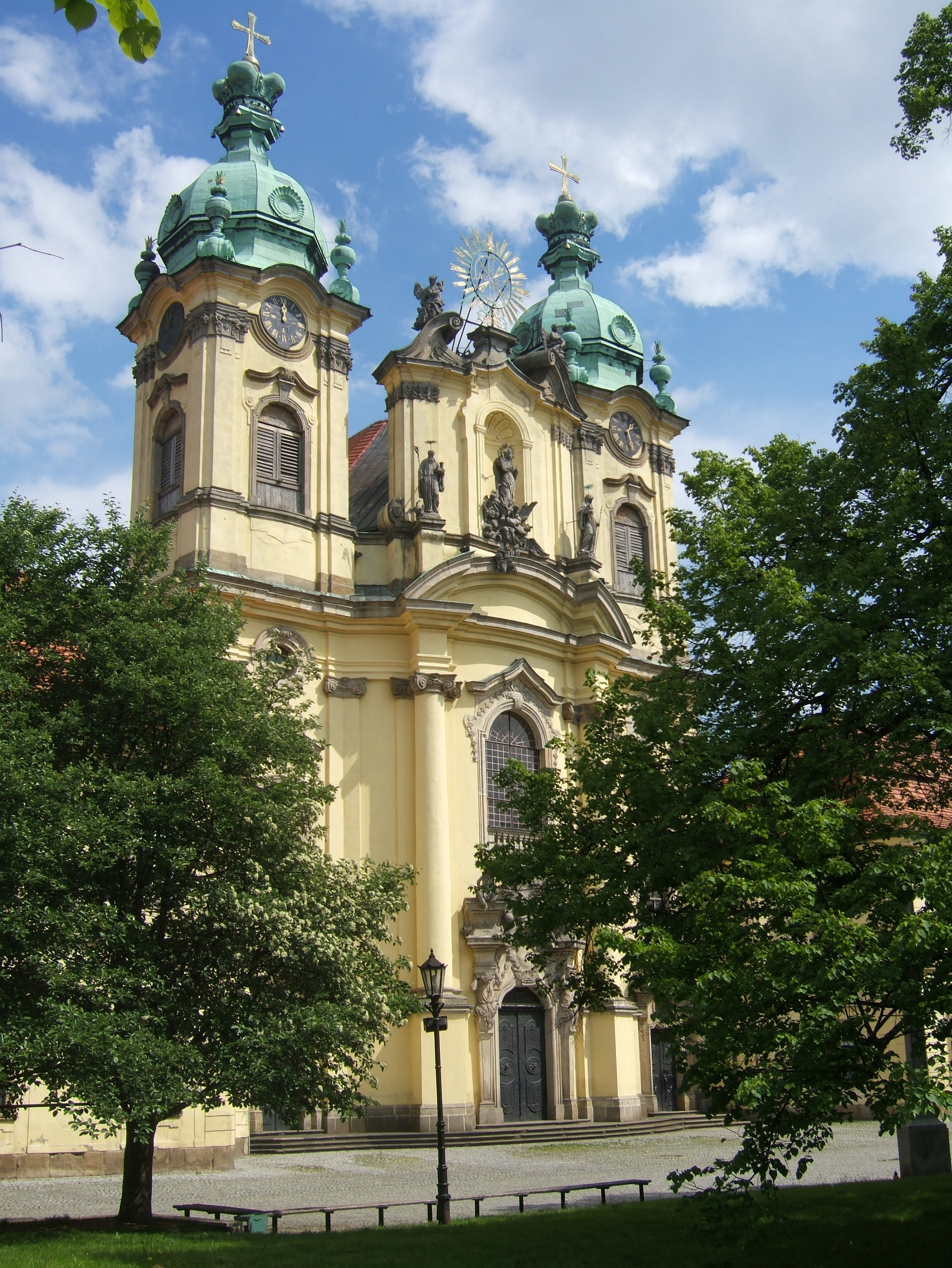
Ehem. Klosterkirche Wahlstatt

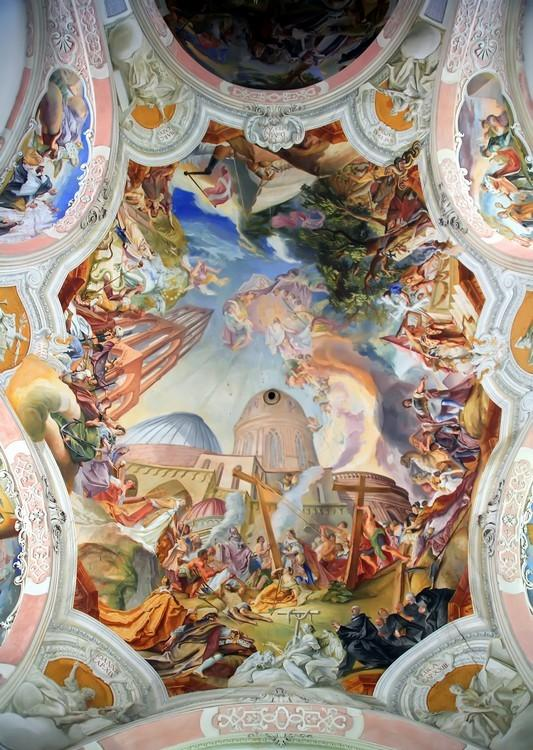
Gewölbefresko Cosmas Damian Asams

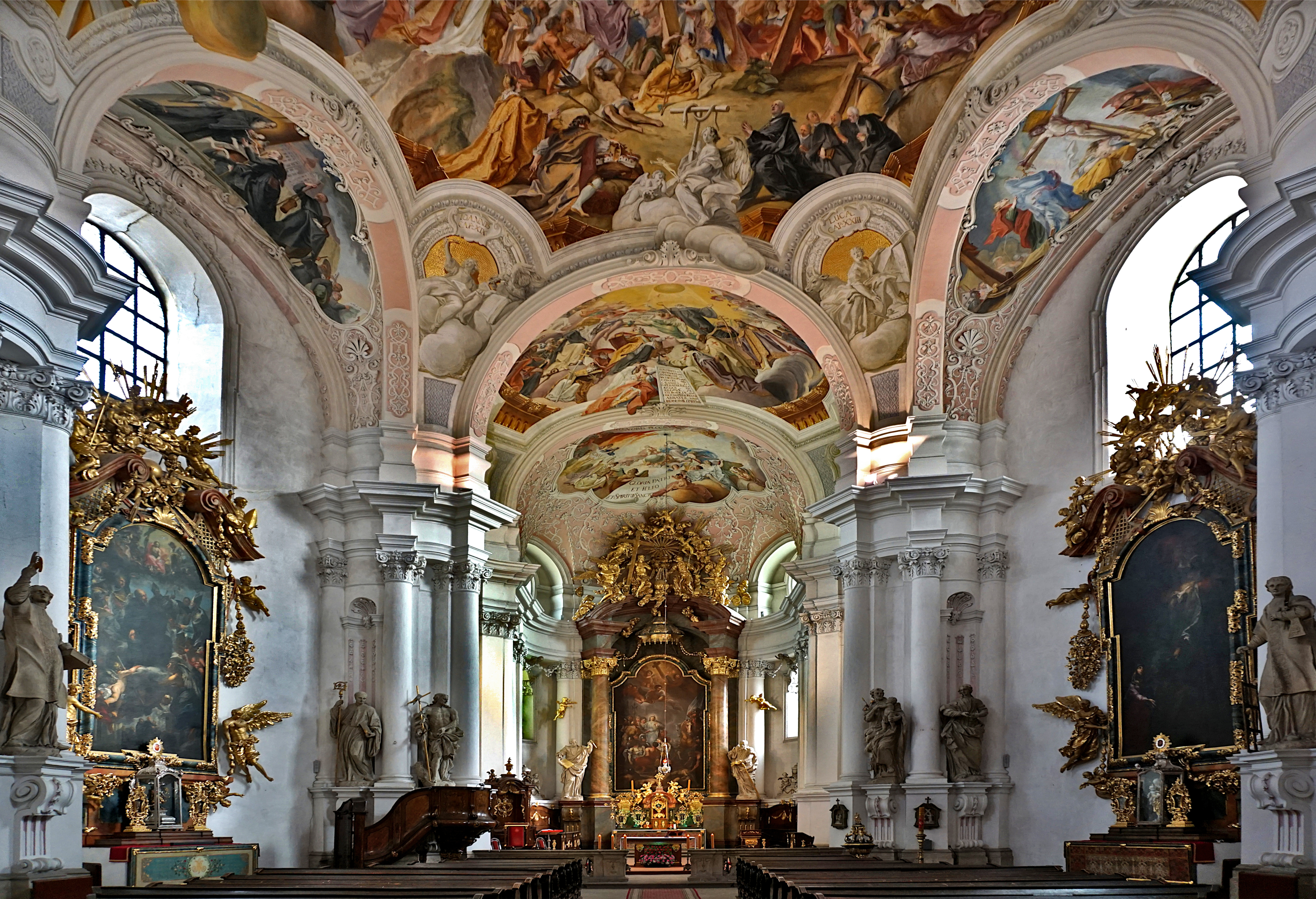
Innenraum der Stiftsbasilika

Die Klosteranlage und die neue Klosterkirche wurden nach Plänen und unter der Leitung des Stiftbaumeisters Kilian Ignaz Dientzenhofer errichtet. Zur Patronin der Klosterkirche wurde die hl. Hedwig bestimmt. Die Ausstattung übernahmen überwiegend böhmische und bayerische Künstler. Die Skulpturen der Kirchenfassade schuf der Prager Bildhauer Karl Joseph Hiernle nach Entwürfen Dientzenhofers. Im Inneren stammen von ihm der Hochaltar, die Seitenaltäre, der Orgelprospekt und die Heiligenstatuen. Im Sommer 1733 malte Cosmas Damian Asam die Deckenfresken. Die Gemälde der vier Seitenaltäre stammen von Wenzel Lorenz Reiner. Der Hofmaler des Breslauer Fürstbischofs, Johann Franz de Backer, schuf das Hauptaltargemälde „Auffindung der Leiche Heinrichs II. durch Hedwig und Anna“. Noch vor Vollendung nahm der Breslauer Weihbischof Elias Daniel von Sommerfelde am 7. Oktober 1731 die Weihe der Kirche vor. Das Kirchengebäude gilt als ein Meisterwerk Kilian Ignaz Dientzenhofers. Neben der Klosterkirche von Grüssau (seit 1947 Krzeszów) zählt sie zu den eindrucksvollsten Barockkirchen Schlesiens.
Im Jahr 1992 erhob der erste Liegnitzer Bischof, Tadeusz Rybak, das Gotteshaus in den Rang einer Diözesan-Wallfahrtskirche der hl. Hedwig von Schlesien. Auch Papst Johannes Paul II. besuchte die Einrichtung im Jahr 1997.

## Weitere Ortsgeschichte ab dem 18. Jahrhundert
Nach dem Ersten Schlesischen Krieg fiel Wahlstatt wie fast ganz Schlesien 1742 an Preußen. Das hatte zur Folge, dass zwischen der Wahlstätter Propstei und dem Mutterkloster in Braunau nun eine Landesgrenze lag und der Verkehr zwischen beiden einer staatlichen Überwachung unterlag. Der preußische König Friedrich II. quartierte sich 1761 im Kloster ein. 1810 erfolgte die Säkularisation der Propstei und die Beschlagnahme ihrer Besitzungen. Zinkes Nachfolger, Abt Benno Löbel, musste sich mit dem Verlust abfinden.
Für seinen Sieg in der Schlacht an der Katzbach in der Nähe von Wahlstatt am 26. August 1813 wurde Generalfeldmarschall Blücher zum „Fürsten von Wahlstatt“ erhoben. Das Gut Wahlstatt kam allerdings erst 1847 in den Besitz seiner Familie.
1836 erwarb die preußische Finanzverwaltung vom damaligen Besitzer von Knorr ein Grundstück sowie die ehemaligen Klostergebäude. In ihnen wurde bis 1840 eine Kadettenanstalt mit zunächst 40 Plätzen errichtet, die nach und nach auf 200 Plätze aufgestockt wurde, so dass ein weiterer Anbau notwendig wurde. Erster Kommandeur wurde Wilhelm von Chappuis, ein bekannter Balladendichter und Neffe des Schriftstellers Karl von Holtei. Bekannteste Schüler der Kadettenanstalt waren Paul von Hindenburg, Manfred von Richthofen und Helmuth von Pannwitz.
Als Folge des Friedensvertrags von Versailles musste die Kadettenanstalt am 9. März 1920 aufgelöst werden. Nach der Umwandlung in eine Staatliche Bildungsanstalt wurde der Unterricht weitergeführt. Nach der Machtergreifung durch die Nationalsozialisten wurde die Anstalt am 9. April 1934 in eine Nationalpolitische Erziehungsanstalt (Napola) umgewandelt. In den letzten Kriegsjahren wurde in der Bildungsanstalt das Kriegsgefangenenlager Oflag VIII F eingerichtet und für fragwürdige Experimente missbraucht. Inhaftiert waren hier vor allem Franzosen, Jugoslawen und Soldaten der Sowjetarmee. Vertreter dieser Länder enthüllten aus Anlass des 25. Jahrestages der Befreiung an der Außenwand des Klosters neben dem Kircheneingang eine kupferne Gedenktafel (in polnischer Sprache).
Nach Kriegsende 1945 beschlagnahmte die Rote Armee die Klostergebäude. Nachfolgend wurde nahezu die gesamte, fast ausschließlich deutsche Bevölkerung des Ortes von polnischen Behörden enteignet und vertrieben.
Von 1957 bis 1990 befand sich in der ehemaligen Bildungsanstalt eine Psychiatrische Klinik für Frauen. Seitdem werden die Gebäude als Pflegeheim genutzt.
Am 14. April 2014 nahm der polnische Staat den Gebäudekomplex des Klosters samt Kirche in die Liste der Baudenkmale auf.
Die ursprünglich gotische Klosterkirche, die seit der Reformation als protestantisches Gotteshaus diente, erlitt im Zweiten Weltkrieg schwere Schäden. Der am Ort verbliebene deutsche Pfarrer verhinderte ihren Verfall. Seit 1961 dient sie als Museum, in dem eine Dauerausstellung über die Schlacht bei Wahlstatt gezeigt wird.

## Sehenswürdigkeiten

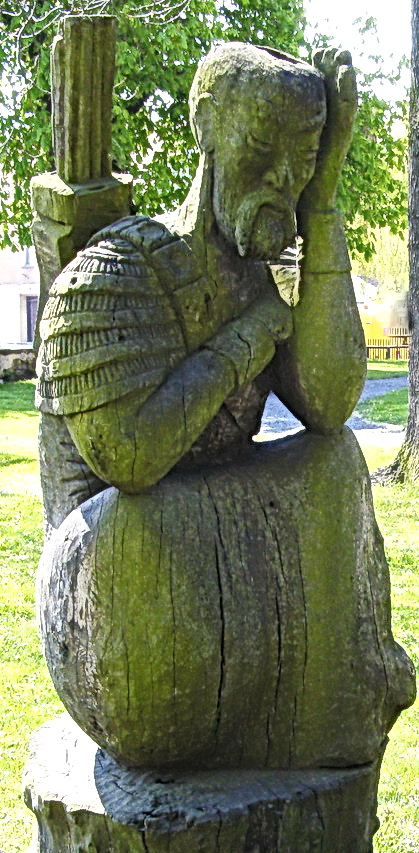
Holzskulptur eines mongolischen Bogenschützen im Hof der alten Dorfkirche

- Barockkirche St. Hedwig von Kilian Ignaz Dientzenhofer
- Gotische Dorfkirche, beherbergt das Museum der Schlacht von Wahlstatt

## Söhne und Töchter des Ortes
- Hugo von Kottwitz (1815–1897), preußischer General der Infanterie
- Hermann von Chappuis (1838–1910), preußischer Generalleutnant
- Hannes Kapuste (* 1932), Arzt, Gesundheitswissenschaftler und Vorkämpfer der Drogensubstitution in Deutschland

## Gemeinde
Die Landgemeinde Legnickie Pole umfasst ein Gebiet von 85,37 km² und hat rund 5000 Einwohner.